# 加判
加判（日语：／ Kahan）是古代日本的稱謂，是負責執行主君命令、有署名、押捺職權的重臣。在日本戰國時代末期，經常出現的職位，起源是鎌倉幕府的連署。別稱加判之列。

## 概要
根據江戶幕府、諸大名、旗本等使用方式，加判有許多不同的意思。
在江戶幕府中，老中是加判之列，不過勘定奉行等有資格出席評定所的人亦會被當成加判。
在諸藩中，加判的稱謂有不同用法：
- 與家老同義，或被用作顯示家柄（日语：家柄）、家格的名號。別稱加判眾。
- 有資格出席評定所（會所 (日本)（日语：会所））等重臣會議的人，會被賦予加判的職名。在這種情況，家老職一定是加判，而比家老低下的役職（奉行、用人（日语：用人）等）在被任命後，亦可以是加判。
- 根據家老的人數、藩的規模不同，有時會把家老分成有加判資格和無加判資格。
- 有家老的家柄的人在擔任家老本職後，會被當作家老加判，而沒有家老家柄的人擔任家老時，會被當作沒有加判資格的家老職。

而幕府的旗本中，第一家臣的役職多數並不是家老，而是用人，在這種情況下，用人就是加判。